# پاملا ریب
پاملا رِیب (انگلیسی: Pamela Rabe؛ زادهٔ ۳۰ آوریل ۱۹۵۹) بازیگر، کارگردان فیلم اهل کانادا است. او از مدرسه بازیگری پلی‌هاوس در ونکوور فارغ‌التحصیل شدو از سال ۱۹۹۹ تا ۲۰۰۲ عضو هیئت مدیره مؤسسه فیلم استرالیا بود.
از فیلم‌ها یا برنامه‌های تلویزیونی که وی در آن نقش داشته‌است، می‌توان به چاه، آژیرها، دختر اقیانوس، جاده بهشت، کوسی و مأموران مخفی پلیس اشاره کرد.
او همچنین برندهٔ جوایزی همچون جایزه اکتا شده‌است.